# Шихт, Генриетта Вильгельмина
Генриетта Вильгельмина Шихт (нем. Henriette Wilhelmine Schicht; 1793, Лейпциг — 4 октября 1831, Лейпциг) — немецкая оперная певица. Дочь дирижёра Иоганна Готфрида Шихта и певицы Костанцы Вальдестурла.
Дебютировала в Гевандхаусе в 1806 году, в 1807 г. в четырнадцатилетнем возрасте заключила контракт на концертные выступления по очень высокой ставке (200 талеров в год), которая с 1809 года была повышена до 300 талеров в год. В 1813 году вышла замуж за предпринимателя Карла Фридриха Эрнста Вайссе, основателя страхового дела в Лейпциге (ныне компания Alte Leipziger – Hallesche) и известного в городе виолончелиста-любителя. Домашние концерты в доме супругов Вайссе привлекали многих немецких музыкантов.